# Conseil des Teslin Tlingit
Le Conseil des Teslin Tlingit (en anglais : Teslin Tlingit Council (TTC)) est une bande des Premières Nations du Yukon central, au Canada. Elle est implantée à Teslin, le long de la route de l'Alaska et du Lac Teslin. La langue originellement parlée par les Teslin Tlingit, ou Deisleen Ḵwáan (″Big Sinew Tribe″) est le tlingit.  Avec les Tliglits de la rivière Taku (en), ou « Áa Tlein Ḵwáan » (″Big Lake Tribe″), situés autour du Lac Atlin de la Première Nation Tlingit de la rivière Taku (en), en Colombie-Britannique, ils font partie des Tlingit des terres.
Le Conseil teslin tlingit fut une des premières des quatre Premières Nations du Yukon à signer l'accord des revendications territoriales (en) en 1992.

## Chef de la direction

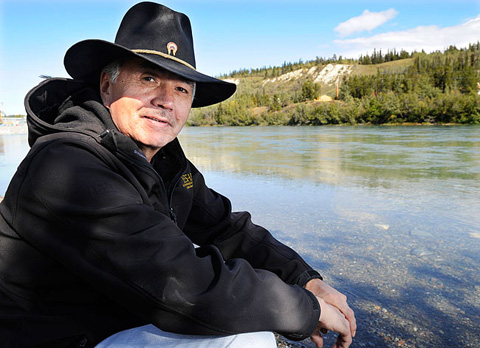
Carl Sidney, chef de la direction (en) du Conseil des Teslin Tlingit depuis 2012.

(janvier 2016).

## Anciens chefs
- Sam Johnston (1970 - 1984)
- Robert Lee Jackson (1984)
- Richard Sidney (1984 - 1986)
- Robert Lee Jackson (1986 - 1988)
- Dave Keenan (en) (1988 - 1996)
- Richard Sidney (1996 - 2000)
- Eric Morris (2000 - 2008) (en congé en juin 2005)
- Peter Johnston (2008 - 2012) (par intérim en juin 2005)

Autres anciens chefs notables:
- Frank Sidney
- Joe Squam
- William Johnston

## Réserves indiennes
Les réserves administrées par le Conseil teslin tlingit sont:
- Nisutlin Indian Reserve No. 14, 83,90 ha (60° 13′ 00″ N, 132° 34′ 00″ O[3]) ;
- Nisutlin Bay Indian Reserve No. 15, à 0,5 km au sud-est de Teslin, 50 ha (60° 12′ 25″ N, 132° 34′ 13″ O[4]) ;
- Teslin, dont Teslin Post 13, 27,60 ha (60° 10′ 00″ N, 132° 40′ 00″ O[5]).